# مطار بارسيلوس
مطار بارسيلوس (بالبرتغالية: Aeroporto de Barcelos) هو مطار يخدم مدينة بارسيلوس في ولاية الأمازون البرازيلية، يشكل واحدا من 25 مطارا في الولاية.

## الموقع
يقع المطار على بعد كيلومترين إلى الجنوب من مركز المدينة. وإلى 2300 كيلومتر من شمال غرب برازيليا.

## الوجهات والمشغلون
| الشركات       | الوجهات      |
| ------------- | ------------ |
| سماء البرازيل | متوقفة مؤقتا |
| طيران ماب     | متوقفة مؤقتا |